# Ботанический сад Любляны
Ботанический сад Любляны (официальное название Ботанический сад университета Любляны, словен. Botanični vrt Univerze v Ljubljani) — ботанический сад в городе Любляна (Словения).

## История
Ботанический сад Любляны основан в 1810 году. Является главным ботаническим садом страны и старейшим ботаническим садом в юго-восточной Европе.
Его учредителями стали Франц Хладник и французский маршал Огюст Мармон, первый генерал-губернатор Иллирийских провинций. 
Весной 1810 началась пересадка растений, которые выращивались ранее в саду лицея. Всего было высажено около 2000 видов растений с многих уголков Крайны, в том числе из окрестностей Любляны и Идрии, с Караванке и Альп. В церемонии открытия ботанического сада участвовал маршал Мармон, который посадил липу, которая до сих пор доминирует среди деревьев сада.
Со временем ботанический сад превратился в центр ботанических исследований в Крайне. После создания Люблянского университета в 1919 году сад стал его частью (с 1920 года), сейчас ботанический сад управляется департаментом биологии биотехнического факультета.
В настоящее время ботанический сад Любляны является членом международной сети ботанических садов и сотрудничает более чем с 270 ботаническими садами по всему миру. В ботаническом саду на двух гектарах произрастает более 4500 видов и подвидов растений, из которых примерно треть произрастает в Словении, в то же время многие растения привезены из других стран и континентов.
10 мая 2010 года в честь 200-летия ботанического сада Любляны в обращение выпущена памятная монета «200 лет Ботаническому саду Любляны» достоинством 2 евро. В центре внутренней части монеты изображено соцветие хладникии (является эндемиком Словении и названо в честь основателя сада — Франка Хладника), ниже указано латинское название растения: Hladnikia Pastinacifolia. 

## Галерея фотографий ботанического сада Любляны
- Сад камней
- Ясколка войлочная (Cerastium tomentosum)
- Весна в ботаническом саду
- Ботанический сад Любляны. План 1885 года
- Памятная монета в честь 200-летия ботанического сада Любляны